# Гвоздзиовский, Александр-Казимир Андреевич
Александр-Казимир Андреевич Гвоздзиовский (1861, Люблин — н.д.) — русско-польский архитектор.  
Выпускник Императорской Академии художеств, в 1890 году был направлен для службы на Дальний Восток. С 1890 года выполнял обязанности областного архитектора Приморской области, занимал должность 14 лет. 
По проектам Гвоздзиовского были построены несколько примечательных зданий — памятников архитектуры во Владивостоке.     

## Биография
Александр-Казимир Андреевич Гвоздзиовский родился 18 января 1861 года в Люблинской губернии (Царство Польское) в семье потомственного дворянина. 
В 1880 году окончил Варшавское реальное училище по коммерческому отделению и в том же году поступил в императорскую Академию художеств. В период обучения получил за свои проекты несколько серебряных медалей. 
Гвоздзиовский окончил курс в Академии художеств со званием Классного художника 2-й степени и правом на чин XII класса. Приказом от 23 февраля 1890 года № 7 он был определён на службу в Министерство внутренних дел и назначен исправляющим должность областного архитектора Приморской области с 1 февраля 1890 года. Указом Правительствующего Сената утверждён в чине губернского секретаря.
16 июня 1890 года Гвоздзиовский прибыл по месту службы в город Хабаровск. В тот же день, приказом и.д. военного губернатора Приморской области вступил в должность и принял от Бера, исполнявшего обязанности Архитектора, все дела по строительной части. Одним из таких дел было сооружение памятника графу Н. Н. Муравьёву-Амурскому. В 1891 году всё областное правительство было переведено во Владивосток.  
В мае 1891 года, при проезде по Приморской области наследника цесаревича в ходе Восточного путешествия, Гвоздзиовский встретился с будущим императором Николаем II, который подарил архитектору вензель Его Императорского Высочества, украшенный бриллиантами и рубинами. В 1896 году он был награждён орденом Святого Станислава 3-й степени, а 26 февраля того же года на основании именного Высочайшего указа Сенату ему была пожалована медаль в память Императора Александра III.
Царивший в то время во Владивостоке кадровый голод заставил Гвоздзиовского браться за работу в смежных специальностях. 7 августа 1897 года ему пришлось принять на себя должность областного инженера, при которой он руководил бурением скважин, устройством колодцев для обеспечения граждан питьевой водой и иными работами.
Во Владивостоке Гвоздзиовский проявил себя как архитектор. По его проекту была построена почтово-телеграфная контора на Светланской улице. Ещё в 1885 году в городе был выстроен небольшой деревянный почтовый домик на Андреевской сопке, которую позже стали именовать Почтовой. По всему Владивостоку стали появляться почтовые ящики, письма из которых вынимались дважды в день. К 1895 году почтовый домик обветшал, так что зимой 1896 года Городская Управа приняла решение о возведение нового здания почтамта. Проект нового здания поручили разработать Гвоздзиовскому. Строительство велось с 1897 по 1899 годы. В 1896 — 1899 годах по его проекту было построено здание Восточного института.   
Дальневосточный климат пагубно сказался на здоровье Гвоздзиовского, поэтому в 1904 году он был уволен со службы по болезни и вернулся на родину.                        

## Хронологический список проектов и построек
Легенда:
- Сохранившиеся постройки;
- Несохранившиеся постройки;
- Неосуществлённые проекты;
- по поводу атрибуции которых авторитетные источники расходятся (спорные постройки);

| Изображение | Датировка | Наименование проекта, постройки             | Местонахождение                                      | Охранный статус | Примечание | Источники     |
| ----------- | --------- | ------------------------------------------- | ---------------------------------------------------- | --------------- | --- | ------------- |
|             | 1885—1886 | Здание Городского училища для мальчиков     | Россия, Владивосток, улица Муравьёва-Амурского, 4    |                 | | [ 5 ]         |
|             | 1887      | Скульптурная мастерская А. М. Опекушина     | Россия, Санкт-Петербург, улица Профессора Попова, 24 |                 | | [ 6 ]         |
|             | 1896      | Особняк Лангелитье                          | Россия, Владивосток, улица Пологая, 67               | 2510033000      | Атрибуция неточна. Предположительно автором проекта был Гвоздзиовский. | [ 7 ]         |
|             | 1896—1899 | Восточный институт                          | Россия, Владивосток, Пушкинская улица, 10            | 2510035000      | | [ 1 ]         |
|             | 1897—1899 | Владивостокская почтово-телеграфная контора | Россия, Владивосток, Светланская улица, 41           | 2510048000      | | [ 4 ]         |
|             | 1899—1900 | Особняк коменданта Владивостокской крепости | Россия, Владивосток, улица Бестужева, 37             | 2510011000      | | [ 8 ]         |
|             | 1901—1903 | Здание «Гранд-Отеля»                        | Россия, Владивосток, 1-я Морская улица, 2            | 2500062000      | | [ 9 ]         |
|             | 1903      | Здание Китайского театра (Северного)        | Россия, Владивосток, улица Пограничная, 12-Б         | 2500628000      | | [ 2 ]         |
|             | 1908—1921 | Католическая церковь Пресвятой Богородицы   | Россия, Владивосток, улица Володарского, 22          | 2500120000      | Справочники относят здание к проектам Гвоздзиовского. Современные архивные данные указывают на авторство Владимира Плансона. При этом постройка здания началась через четыре года после того, как Гвоздзиовский покинул Владивосток. | [ 10 ] [ 11 ] |